# Cinemax
Cinemax är en amerikansk TV-kanal. Kanalen ägs av Warner Media och kanalens systerkanal är HBO.

## Program från Cinemax
- Banshee
- The Knick